# Хоэнау (Нижняя Бавария)
Хоэнау (нем. Hohenau) — община в Германии, в Республике Бавария.
Община расположена в правительственном округе Нижняя Бавария в районе Фрайунг-Графенау. Население составляет 3341 человек (на 31 декабря 2010 года). Занимает площадь 43,12 км².
Община подразделяется на 20 сельских округов.

## Население
По оценке на 31 декабря 2015 года население общины Хоэнау составляет 3311 чел. 

| Дата      | 1840 | 1871 | 1900 | 1925 | 1939 | 1950 | 1961 | 1970 | 1987 | 2011 |
| --------- | ---- | ---- | ---- | ---- | ---- | ---- | ---- | ---- | ---- | ---- |
| Население | 1746 | 1983 | 2060 | 2363 | 2632 | 3145 | 2797 | 2962 | 3288 | 3357 |

| Год       | 1960 | 1970 | 1980 | 1990 | 2000 | 2009 | 2010 | 2011 | 2012 | 2013 | 2014 | 2015 |
| --------- | ---- | ---- | ---- | ---- | ---- | ---- | ---- | ---- | ---- | ---- | ---- | ---- |
| Население | 2907 | 2992 | 2957 | 3337 | 3426 | 3399 | 3341 | 3364 | 3354 | 3326 | 3326 | 3311 |